# Qasyghurt
Qasyghurt (kasachisch Қазығұрт, russisch Казыгурт Kasygurt; bis 1993 Ленинское Leninskoje) ist ein Ort in Kasachstan.

## Geografie
Qasyghurt liegt im Süden Kasachstans unweit der kasachisch-usbekischen Grenze im Gebiet Türkistan. Der Ort befindet sich etwa 40 Kilometer nördlich der usbekischen Hauptstadt Taschkent und rund 60 Kilometer südlich von Schymkent. Durch Qasyghurt fließt der Keles, in dessen Flusstal der Ort liegt. Im Süden erhebt sich das Ugomgebirge, ein westlicher Ausläufer des Tian Shan und im Norden liegt das gleichnamige Qasyghurt-Gebirge.
Qasyghurt ist Verwaltungszentrum des gleichnamigen Bezirks Qasyghurt.

## Geschichte
Der Ort wurde 1908 gegründet. Bis 1924 hieß er Alexejewskoje (Алексеевское). Nach der sowjetischen Machtergreifung wurde er, wie viele andere Ort auch, umbenannt und trug von nun an die Bezeichnung Leninskoje (Ленинское). Nach der Unabhängigkeit Kasachstans von der Sowjetunion wurde der Ort 1993 in Qasyghurt umbenannt.

## Bevölkerung
Bei der Volkszählung 1999 hatte Qasyghurt 13.264 Einwohner. Die Volkszählung 2009 ergab für den Ort eine Einwohnerzahl von 14.867. Bei der letzten Volkszählung 2021 lebten 26.283 Menschen in Qasyghurt. Die Fortschreibung der Bevölkerungszahl ergab zum 1. Januar 2025 eine Einwohnerzahl von 28.068.
| Einwohnerentwicklung               | Einwohnerentwicklung | Einwohnerentwicklung | Einwohnerentwicklung | Einwohnerentwicklung | Einwohnerentwicklung | Einwohnerentwicklung | Einwohnerentwicklung |
| 1939                               | 1959                 | 1970                 | 1979                 | 1989                 | 1999                 | 2009                 | 2021                 |
| ---------------------------------- | -------------------- | -------------------- | -------------------- | -------------------- | -------------------- | -------------------- | -------------------- |
| 1.998                              | 3.140                | 5.639                | 7.746                | 12.435               | 13.264               | 14.867               | 26.283               |
| Anmerkung: Volkszählungsergebnisse |                      |                      |                      |                      |                      |                      |                      |

## Verkehr
Durch Qasyghurt führt die A2, eine wichtige Ost-West-Verbindung im Süden Kasachstans. Auf dieser gelangt man in südlicher Richtung zum Grenzübergang bei Schibek Scholy und weiter nach Taschkent; Richtung Norden führt sie nach Schymkent und von dort aus weiter über Taras nach Almaty.